# امیدی نمانده
امیدی نمانده (به انگلیسی: All Hope is Gone) آلبومی از اسلیپ‌نات است که در سال ۲۰۰۸ میلادی منتشر شد.
«امیدی نمانده» اولین آلبوم گروهی است که در ایالت آیووا ثبت شده‌است. بیسیست پاول گری توضیح داد که گروه تصمیم گرفتند آلبوم جدید را در آیوا ضبط کند چون در لس آنجلس بیش از اندازه شلوغی و حواس‌پرتی بود، جایی که تولید آلبوم‌های قبلی آن‌ها انجام شد. اعضای گروه بر این عقیده بودند که نزدیک شدن به خانه برای ذهنیت آن‌ها مناسب است؛ کوری تیلور، خواننده، هر شب به خانه می‌رفت تا پسرش را ببیند. بر خلاف آلبوم‌های قبلی، فرایند نوشتن آلبوم شامل همهٔ ۹ عضو گروه بود که بیش از ۳۰ آهنگ را نوشتند. جوی جوردیسون اظهار داشت: «باید بگویم که گروه در اوج خود است، همگی به‌طور کامل در فرایند نوشتن دخیل است و این یک چیز زیبا است.» کوری تیلور احساس کرد که فرایند نوشتن مشکلاتی دارد، اما همچنین اشاره کرد که ایجاد هر آلبوم اِسلِپ‌نات تا به حال درگیری بوده‌است و گروه پس از اینکه متوجه شد که این تعارض کمک می‌کند تا خلاقیت خود را به ارمغان بیاورد، این گروه را در آغوش گرفت. آهنگ «گوگرد» اولین تلاش ترکیبی جوی جوردیسون و جیم روت بود که آهنگ را در یک شب نوشتند.
آمادگی برای تهیه آلبوم جدید گروه در پایان سال ۲۰۰۷ آغاز شد، با این حال، کار رسماً در فوریه ۲۰۰۸ و زمانی شروع شد که گروه با تهیه‌کننده آلبوم دیو فورتمن، وارد استودیوی ساوند فارم در جمیکا، آیووا شدند. آلبوم نهایتاً در تاریخ ۲۶ اوت ۲۰۰۸ در ایالات متحده آمریکا پخش شد. گروه قبل از انتشار آلبوم، مجموعه‌ای از تصاویر تبلیغاتی و نمونه‌های صوتی از آلبوم را از طریق وب سایت‌های مختلف منتشر کرد و در تاریخ ۲۰ اوت ۲۰۰۸ آلبوم در دو نسخه منتشر شد. این آلبوم به موضوعاتی مانند: خشم، ناراحتی، وسواس و صنعت موسیقی پرداخته. نام آلبوم هم نسبت به آلبوم‌های قبلی تمرکز بیشتری بر سیاست دارد.